# Manglares de la costa pacífica mexicana del sur
Los manglares de la costa pacífica mexicana del sur son una ecorregión de manglares en las costas del pacífico de los estados de Michoacán, Guerrero y Oaxaca, en México. Estos bosques de manglares se encuentran principalmente alrededor de lagunas, típicamente aquellas alimentadas por ríos del interior de la Sierra Madre del Sur. La ecorregión, en conjunto, cubre sólo 1295 km².

## Ubicación y descripción
Los principales sitios de manglares se encuentran en:
- Lázaro Cárdenas, Michoacán, en la desembocadura del río Balsas. Es un humedal RAMSAR de importancia internacional.[4] Esto se ve afectado por el puerto de Lázaro Cárdenas, el puerto marítimo más grande de México;
- Zihuatanejo, ciudad de la costa del estado de Guerrero;
- Barra de Potosí, una laguna detrás de un pequeño pueblo de pescadores en el municipio de Petatlán;
- San Luis de la Loma, pueblo de la costa en el municipio de Tecpán de Galeana;
- Atoyac de Álvarez, un pueblo detrás de dos lagunas costeras en el estado de Guerrero;
- Puerto Marqués, 10 km al sur de Acapulco;
- Delta del río Papagayo y lagunas cercanas;
- Delta del río Ometepec y lagunas cercanas;
- Laguna de Corralero en la costa del municipio de Pinotepa Nacional en Oaxaca;
- Parque Nacional Lagunas de Chacahua, en la desembocadura del río Verde (Oaxaca);
- Lagunas al norte y sur de Puerto Escondido, Oaxaca;
- La franja costera al sur de Salina Cruz

## Clima
El clima de la ecorregión es sabana tropical de invierno seco (Aw) de acuerdo con la clasificación climática de Köppen. Este clima se caracteriza por temperaturas uniformes durante todo el año y una estación seca pronunciada. El mes más seco tiene menos de 60 mm de precipitación.

## Flora y fauna
Las especies arbóreas características son el mangle rojo (Rhizophora mangle), el mangle blanco (Laguncularia racemosa), el mangle negro (Avicennia germinans) y el botoncillo (Conocarpus erectus). Las plantas acuáticas de las lagunas incluyen el jacinto de agua (Eichhornia).

## Áreas protegidas
Las áreas oficialmente protegidas en la ecorregión incluyen:
- Parque Nacional Lagunas de Chacahua